# سايتيدين منقوص الأكسجين أحادي الفسفات
سايتيدين أحادي الفسفات منقوص الأكسجين (بالإنجليزية: Deoxycytidine monophosphate)‏ أو (بالإنجليزية: deoxycytidylate)‏ ويعرف اختصارا ب dCMP هو نيوكليوتيد منزوع الأكسجين وهو أحد المونومرات الأربعة التي تشكل مادة الوراثة الDNA.في اللولب  المزدوج للDNA هو يشكل زوجا من القواعد النيتروجينية مع الغوانوسين أحادي الفسفات منقوص الأكسجين.